# ASC Mauritel Mobile FC
Der ASC Mauritel Mobile FC ist ein 1979 gegründeter mauretanischer Fußballverein aus Nouakchott, der Hauptstadt des Landes. Der Verein ist Eigentum des mauretanischen Telekommunikationsunternehmens Mauritel. Als größter Erfolg des Vereins zählt der Gewinn der Meisterschaft im Jahr 2000 und 2006, weiterhin wurde der mauretanische Pokal im Jahr 2007 gewonnen. Seitdem konnten keine sportlichen Erfolge mehr erzielt werden.
In der Saison 2010/11 wurde der Verein wegen eines Regelverstoßes vom nationalen Verband FFRIM aus der ersten Liga ausgeschlossen und kehrte seitdem nicht mehr in die oberste Spielklasse zurück. Ob der Verein überhaupt noch am Spielbetrieb teilnimmt, ist nicht bekannt.

## Erfolge
- Meisterschaften: 2

2000, 2006
- Pokal: 1

2007

## Statistik in den CAF-Wettbewerben
| Wettbewerb                    | Runde         | Gegner           | Hinspiel | Rückspiel |  |
| ----------------------------- | ------------- | ---------------- | -------- | --------- |  |
|                               |               |                  |          |           |  |
| African Cup Winners’ Cup 1996 | Qualifikation | Mogas 90 FC      | n. a.    | n. a.     |  |
| CAF Champions League 2007     | Qualifikation | Wydad Casablanca | 0:4 (A)  | 2:1 (H)   |  |

- 1996: Der Verein wurde von der CAF disqualifiziert.